# Twinnia
Twinnia is een muggengeslacht uit de familie van de kriebelmuggen (Simuliidae).

## Soorten
- T. hirticornis Wood, 1978
- T. hydroides (Novak, 1956)
- T. novum (Dyar and Shannon, 1927)
- T. tibblesi Stone and Jamnback, 1955